# تامی باتلر (بازیکن فوتبال)
تامی باتلر (انگلیسی: Tommy Butler; ۲۸ آوریل ۱۹۱۸ – ۱۱ سپتامبر ۲۰۰۹) بازیکن فوتبال اهل بریتانیا بود.
از باشگاه‌هایی که در آن بازی کرده‌است می‌توان به باشگاه فوتبال اولدهام اتلتیک، باشگاه فوتبال مکلسفیلد تاون، باشگاه فوتبال بولتون واندررز، باشگاه فوتبال ویگان اتلتیک، و باشگاه فوتبال میدلزبرو اشاره کرد.